# Vladislav Vinogradov

Generalul Vladislav Vinogradov.

Vladislav Petrovici Vinogradov (în rusă Владислав Петрович Виноградов) (n. 1899 - d. 1962) a fost un general-locotenent sovietic, care a luptat în cel de-al doilea război mondial. El a fost vicepreședinte al Comisiei Aliate de Control din România. 
La data de 28 februarie 1945, generalul-colonel Ivan Susaikov, locțiitorul comandantului Grupului de Armate Sud, l-a înlocuit pe generalul-locotenent V. Vinogradov în functia de vicepreședinte al Comisiei Aliate de Control din România. 